# أماندا هوارد
أماندا هوارد (بالإنجليزية: Amanda Howard)‏ هي كاتِبة أسترالية، ولدت في 19 نوفمبر 1973 في بانكستاون في أستراليا.

## وصلات خارجية
- الموقع الرسمي